# Ashampstead
Ashampstead è un villaggio e parrocchia civile dell'Inghilterra, appartenente alla contea del Berkshire.